# Coenyra aurantiaca
Coenyra aurantiaca là một loài bướm ngày thuộc họ Nymphalidae. Loài này có ở Nam Phi, ở Đông Cape from Alexandria to Wild Coast phía bắc đến Umdoni Park ở miền nam KwaZulu-Natal. Trong nội địa it is found to the afromontane forests in the Amatolas và ở Katberg.
Sải cánh dài 35–38 mm đối với con đực và 36–40 mm đối với con cái. Con trưởng thành bay từ tháng 10 đến tháng 5 (nhiều nhất vào cuối hè).
Ấu trùng có thể ăn các loài Poaceae. Ấu trùng ăn Ehrharta erecta.